# Maghadena norma
Maghadena norma là một loài bướm đêm trong họ Noctuidae.